# Campeonato Mundial de Ciclismo en Ruta de 1927
El Campeonato Mundial de Ciclismo en Ruta de 1927 tuvo lugar en el circuito de Nürburgring, Alemania.

## Medallero
| Evento                 | Oro                  | Oro        | Plata                   | Plata    | Bronce              | Bronce    |
| ---------------------- | -------------------- | ---------- | ----------------------- | -------- | ------------------- | --------- |
| Men's Events           |                      |            |                         |          |                     |           |
| Carrera profesional    | Alfredo Binda        | 6h 37' 29" | Costante Girardengo     | + 7' 16" | Domenico Piemontesi | + 10' 51" |
| Carrera no profesional | Jean Aerts · Bélgica | -          | Rudolf Wolke · Alemania | -        | Michele Orecchia    | -         |

| Predecesor: - | Campeonato Mundial de Ciclismo en Ruta I edición | Sucesor: · Budapest 1928 · Hungría |